# Curtis Counce
Curtis Lee Counce (Kansas City, Misuri, 23 de enero de 1926 - Los Ángeles, California, 31 de julio de 1963) fue un contrabajista y arreglista estadounidense de jazz.

## Trayectoria
Comienza su carrera musical en 1941, tocando durante cuatro años en la banda de Nat Towles, antes de emigrar a California. A partir de 1946, comienza a grabar y tocar con un gran número de músicos, como Lester Young, Benny Carter, Wardell Gray o Billy Eckstine. Después (1953), se incorpora a la escena de jazz de la costa oeste, y trabaja con Shelly Manne, Shorty Rogers, Buddy De Franco, Chet Baker, Clifford Brown y, finalmente, Stan Kenton. En 1956, forma su propio quinteto, que incluía al saxofonista Harold Land y al trompeta Jack Sheldon, con el que, durante quince meses, logra una importante repercusión. Más tarde (1959) acompaña a Hampton Hawes y, nuevamente, a Benny Carter.
Tras una crisis cardíaca, a comienzos de los años 1960, se retira de la escena musical, salvo pequeñas y esporádicas apariciones en clubes locales de Los Ángeles.

## Estilo
Su estilo, sólido y abundante en registros medios y graves, lo convirtieron en uno de los bajistas más demandados por los músicos de la Costa Oeste.

## Discografía como líder
- You Get More Bounce With Curtis Counce, originalmente publicado como Counceltation[3] (Contemporary, 1956)
- Landslide  (Contemporary, 1956)
- Sonority (Contemporary, 1958)
- Exploring the Future (Dooto, 1958)
- Carl's Blues (Contemporary, 1960 - grabado en 1957)
- The Complete Studio Recordings: The Master Takes (Gambit, 2006)